# Herbert Gundelach
Herbert Gundelach (* 15. Juni 1899 in Metz; † 4. November 1971 in Hochdahl) war ein deutscher Offizier, zuletzt Generalmajor im Zweiten Weltkrieg.

## Leben
Gundelach trat am 22. Juni 1917 aus dem Kadettenkorps kommend als Fähnrich in das Garde-Pionier-Ersatz-Bataillon ein. Einen Monat später absolvierte er bis 3. November 1917 einen Ausbildungskursus für Offiziersanwärter beim Pionier-Ersatz-Bataillon Nr. 3 in Spanau. Am 26. November 1917 wurde er mit seiner Stammeinheit an die Front versetzt und dort am 27. Februar 1918 zum Leutnant befördert. Als solcher kam er am 5. Juni 1918 in die Pionier-Kompanie 260, wurde am 2. September 1918 verwundet und nach Lazarettaufenthalt und Gesundung wieder an die Front geschickt. Das Kriegsende erlebte Gundelach im Garde-Pionier-Ersatz-Bataillon. Für seine Leistungen war er mit dem Eisernen Kreuz II. Klasse sowie dem Verwundetenabzeichen in Schwarz ausgezeichnet worden.
Nach Rückführung und Demobilisierung war Gundelach dann kurzzeitig für ein halbes Jahr beim Grenzschutz-Bataillon Schlettwein tätig, ehe er 1. Juni 1919 in das Reichswehr-Schützen-Regiment 15 aufgenommen wurde. Nach einem fünfmonatigen Lehrgang für Leibesübungen in Dresden wurde er in das Reichswehr-Pionier-Bataillon 6 versetzt und schließlich am 31. Dezember 1920 aus der Armee verabschiedet.
Am 20. Januar 1921 erfolgte seine Wiederaufnahme in die Reichswehr und seine Zuteilung zum 5. Pionier-Bataillon. In den kommenden Jahren versetzte man Gundelach mehrfach zu unterschiedlichen Pionier-Einheiten und beförderte ihn zwischenzeitlich am 1. August 1925 zum Oberleutnant. Ab 1. Oktober 1932 war Gundlach dann beim Stab der 3. Division und absolvierte in der Zeit bis 30. April 1933 geheime Generalstabslehrgänge bei der Kommandantur Berlin. Anschließend stellte man ihn zur Verfügung des Heeres, beförderte ihn am 1. August 1933 zum Hauptmann und versetzte ihn am 15. April 1935 in den Stab des Artillerieführers II. Sechs Monate später folgte die Kommandierung zum Generalstab der 2. Division, wo er dann ab 15. April 1936 als Zweiter Generalstabsoffizier Verwendung fand. Nachdem Gundelach am 1. Januar 1937 Major geworden war, übernahm er als solcher am 12. Oktober 1937 die 3. Kompanie des Pionier-Bataillons 31. Am 15. Juni 1938 wurde er Erster Generalstabsoffizier des Kommandostabes Oberrhein.
Am 8. Mai 1939 wechselte Gundelach zum Generalstab der 16. Infanterie-Division und wurde am 1. Juni 1939 zum Ersten Generalstabsoffizier ernannt. In dieser Funktion, die er auch über den Beginn des Zweiten Weltkriegs innen hatte, wurde Gundelach am 1. August 1939 zum Oberstleutnant befördert. Vom 15. Januar bis 23. Februar 1942 befand er sich erstmals in der Führerreserve, in der er am 1. Februar 1942 Oberst geworden war. Anschließend war er Oberquartiermeister der 1. Armee, Chef des Kommandostabes des Militärbefehlshabers Albanien-Montenegro, Kommandeur des Grenadier-Regiments 24 sowie Chef des Generalstabes des XXVIII. Armeekorps, mit jeweils kurzzeitigen Versetzungen in der Führerreserve. Am 26. Januar 1942 war Gundelach mit dem Deutschen Kreuz in Gold ausgezeichnet worden. Seine letzte Funktion hatte Gundelach ab 5. November 1944 als Chef des Stabes des Generals der Pioniere beim Chef des Generalstabes des Heeres. In dieser Stellung erfolgte noch am 9. Mai 1945, rückwirkend zum 30. Januar 1945 seine Beförderung zum Generalmajor.
Mit der bedingungslosen Kapitulation der Wehrmacht am 8. Mai 1945 geriet Gundelach in US-amerikanische Kriegsgefangenschaft, aus der er im September 1947 entlassen wurde.